# Shalígine
Shalígine (en ucraniano: Шалигине, romanizado: Shalýhyne; en ruso: Шалыгино, romanizado: Shalígino) es un pueblo ucraniano perteneciente al óblast de Sumy. Situado en el norte del país, es parte del raión de Shostka y centro del municipio (hromada) homónimo.

## Geografía
Shalígine se encuentra a orillas del río Lapuja, un afluente izquierdo del río Kleven, 21 km al sureste de Jlújiv y 130 km al noroeste de Sumy.

## Historia
Shalígine fue fundada a finales del siglo XVI o principios del siglo XVII, siendo uno de los puntos fronterizos del principado de Moscú. Desde 1861, fue el centro del vólost homónimo en el uyezd de Putivl, gobernación de Kursk.
El 15 de octubre de 1932 pasó a formar parte del recién formado óblast de Chernígov de la República Socialista Soviética de Ucrania. El 10 de enero de 1939, Shalígine fue transferido al óblast de Sumy.
Durante la Segunda Guerra Mundial, Shalígine fue ocupado por las tropas del Eje desde septiembre de 1941 hasta el 3 de septiembre de 1943.
Shalígine recibió el estatus de asentamiento de tipo urbano desde 1956.Después de la declaración de independencia de Ucrania, el pueblo se encontró en la frontera con Rusia y se equipó con un paso fronterizo.
Hasta el 18 de julio de 2020, Shalígine fue parte del raión de Jlújiv. El raión se abolió en julio de 2020 como parte de la reforma administrativa de Ucrania, que redujo el número de raiones del óblast de Sumy a cuatro. El área del raión de Jlújiv se fusionó con el raión de Shostka.En 2023, Shalígine perdió el estatus de asentamiento de tipo urbano en la legislación ucraniana debido a la eliminación de este estatus administrativo.
En la invasión rusa de Ucrania, Shalígine resultó dañada por un bombardeo a finales de enero de 2023.

## Demografía
La evolución de la población de Shalígine entre 1959 y 2022 fue la siguiente:
| 6652                                                          | 3457 | 3203 | 2572 | 2363 | 2226 |
| (Fuente: Cities & Towns of Ukraine y UKRAINE: Größere Städte) |      |      |      |      |      |

Según el censo de 2001, la lengua materna de la mayoría de los habitantes, el 83,64%, es el ruso; del 16,17% es el ucraniano.

## Infraestructura

### Transporte
Shalígine se encuentra cerca de la frontera rusa, en la carretera territorial T-19-21. 